# Ateliers de Construction Mécanique l'Aster
L'Aster, Aster, Ateliers de Construction Mecanique l'Aster è stata una casa automobilistica e motociclistica francese. Fondata nel 1878, fu attiva fino al 1910. Fu un importante produttore di motori, che fornì a diversi costruttori di automobili, nonché di telai. L'Aster fondò inoltre l'Aster Società Italiana Motori, basata a Milano e attiva tra il 1906 e il 1908.
Il nome fu poi rilevato dalla britannica Begbie Manufacturing, che produceva i motori Aster su licenza e che nel 1913 cambiò nome in Aster Engineering Co e dal 1922 divenne la Aster.

## Storia

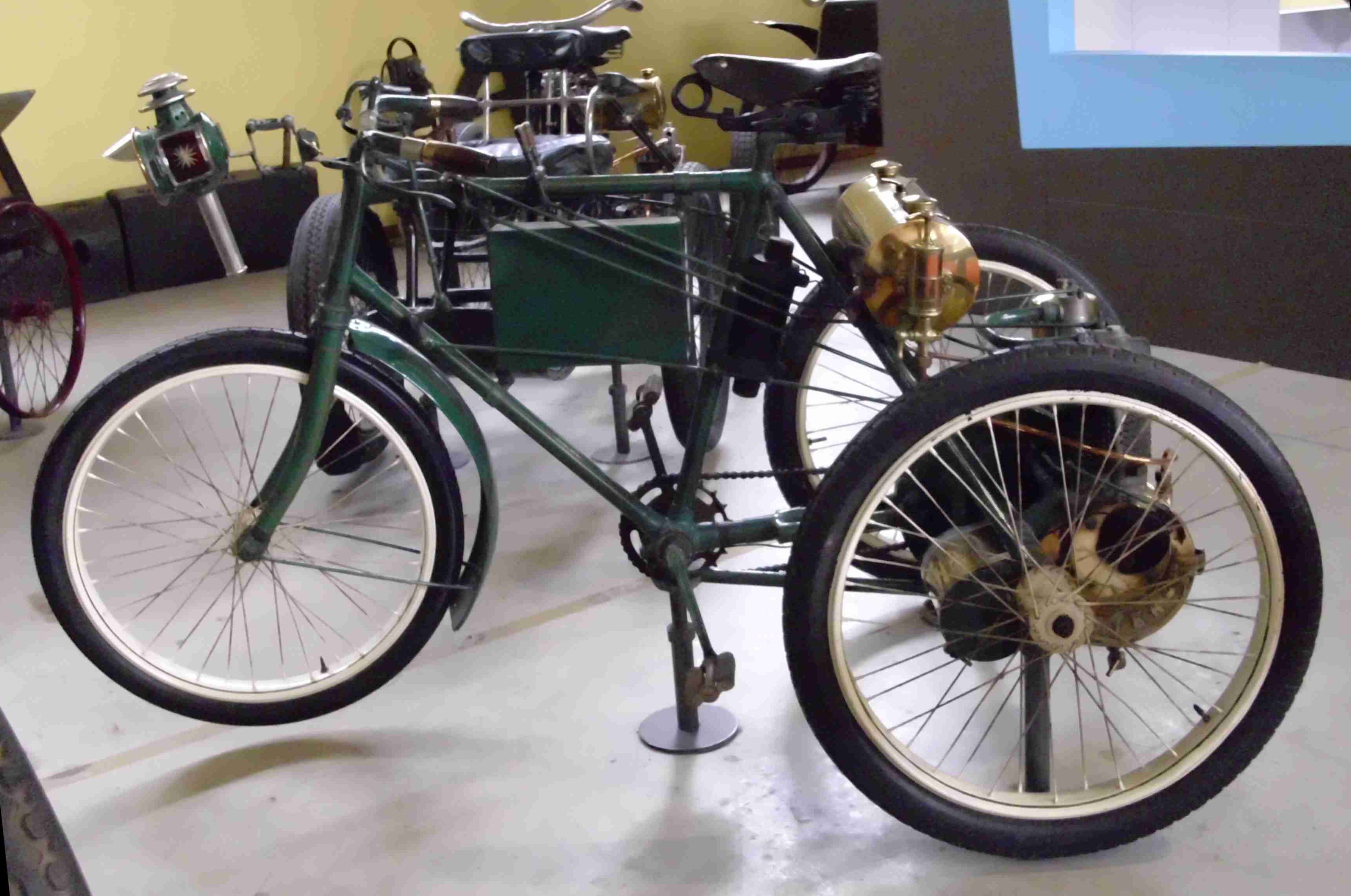
Un triciclo a motore Aster, 1899

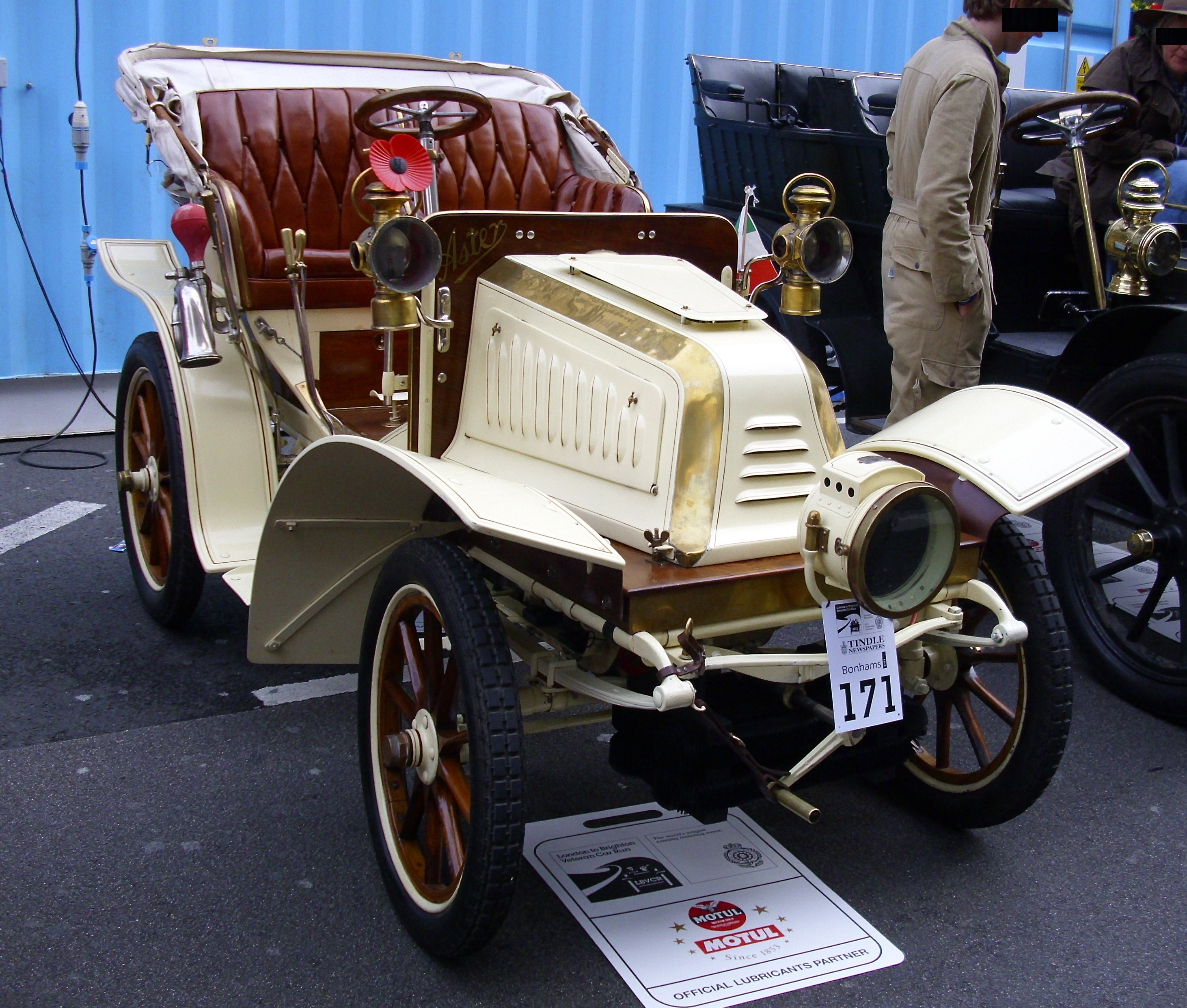
Una Aster del 1902

L'Ateliers de Construction Mécanique l'Aster fu fondata nel 1878 al 102 di rue de Paris, Saint-Denis. Al Salone dell'automobile di Parigi del 1900 l'Aster espose un quadriciclo dotato di un motore monocilindrico da 3,5 CV di propria costruzioni. La gamma di motori, in continua espansione, comprendeva anche motori fissi, generatori elettrici, motori per automobili e motori marini. Erano prodotti modelli a benzina, cherosene e a gas, sia con raffreddamento ad aria che a liquido. Nel 1903, al Crystal Palace Motor Show, fu esposta una vettura da 12 CV. Nel 1904 l'Aster lanciò un'automobile con carrozzeria Tonneau, con 5 posti ed equipaggiata con un motore quattro cilindri da 16-20 CV. Le vetture Aster furono vendute in Gran Bretagna tra il 1905 e il 1907. Nel 1906 fu fondata a Milano l'Aster Società Italiana Motori, di proprietà della stessa Aster. L'Aster forniva motori ed altre componenti a numerose aziende, tra le quali Achilles, Argyll, Ariès, Barré, Bolide, Belhaven, Bij 't Vuur, Century, Clément, Darracq, Dennis, Durham, Churchill, Ernst, Excelsior, Gladiator, Hanzer, Hoflack, Hurtu, Korn et Latil, La Torpille, Lucerna, Société Parisienne, Passy-Thellier, Pearson, Prunel, Rochet-Schneider, Rouxel, Reyrol, Sage, Siddeley-Deasy, Simplicia, Singer, Swift, Vulcan, West-Aster, Whippet, Whitloc e Le Zèbre. Nel numero dell'11 luglio 1904, il quotidiano parigino Le Petit Journal dichiarò che la produzione di motori in Francia era stata monopolizzata dalla Aster, unico marchio specializzato nella produzione di motori, che aveva raggiunto una "notorietà universale" ed un successo dimostrato dalle innumerevoli aziende clienti.

Una Aster 20HP Tonneau del 1904